# Hypsoblennius hentz
Hypsoblennius hentz är en fiskart som först beskrevs av Charles Alexandre Lesueur 1825.  Hypsoblennius hentz ingår i släktet Hypsoblennius och familjen Blenniidae. Inga underarter finns listade i Catalogue of Life.